# Marshall Colt
Marshall Colt (* 26. Oktober 1948 in New Orleans, Louisiana) ist ein US-amerikanischer Schauspieler und Psychologe.

## Leben
Colt wuchs in New Orleans auf und besuchte die Tulane University in seiner Heimatstadt, die er mit einem Bachelor of Science (B.Sc.) in Physik abschloss. Von 1970 bis 1975 diente Colt als Offizier in der United States Navy und war von 1975 bis 2000 Offizier der aktiven Reserve.
Seinen Master of Science (M.Sc.) in klinischer Psychologie, mit dem Schwerpunkt Ehe- und Familientherapie, erwarb Colt an der Pepperdine University in Malibu, Kalifornien. Nach seiner Promotion in klinischer Psychologie mit dem Schwerpunkt Gesundheitspsychologie, wurde er von der American Psychological Association (APA) an der „Fielding Graduate University“ in Santa Barbara akkreditiert. Sein Praktikum in Neuropsychologie für Erwachsene und Kinder absolvierte er am Rocky Mountain Regional VA Medical Center in Aurora, Colorado; anschließend machte er Anfang der 1990er Jahre eine sechsmonatige postdoktorale Facharztausbildung und spezialisierte sich in pädiatrischer Neuropsychologie sowie im Bereich posttraumatischer Belastungsstörungen (PTSD) in Salt Lake City, Utah.
Seit dem 22. September 1990 ist er mit Elizabeth Lynn Colt verheiratet, mit der er ein gemeinsames Kind hat.

## Karriere
Seine 19 Jahre umfassende Schauspielkarriere begann er 1976, ein Jahr nach seinem Ausscheiden aus dem aktiven Dienst bei der United States Navy, als Nick in der Berkeley-Repertory-Theatre-Produktion von Wer hat Angst vor Virginia Woolf? Sein Debüt vor der Kamera folgte in der Nebenrolle des Inspektor William Holmer in einer Folge von Die Straßen von San Francisco mit Karl Malden und Michael Douglas im selben Jahr.
1978 spielte Colt Sam Pray in der vierten Folge des kurzlebigen Justizdramas The Paper Chase mit John Houseman. 1979 folgten Auftritte in Eine amerikanische Familie und in Buddy Ebsens Krimiserie Barnaby Jones; zudem spielte er Al Hartman in dem Nick-Nolte-Film Die Bullen von Dallas.
Von 1981 bis 1982 spielte Colt in 16 Folgen eine der Hauptrollen in der Krimiserie McClain’s Law, an der Seite von James Arness, dessen berühmteste Rolle die des Marshall Matt Dillon in Rauchende Colts (1955) war. In der Serie spielte Colt den jungen Polizei-Detective Harry Gates vom San Pedro Police Department, der moderne kriminalistische Methoden anwendet, die den klassischen Ansätzen seines älteren Kollegen Jim McClain gegenüber stehen.
Zwischen 1983 und 1984 war Colt in der 17 Folgen umfassenden Fernsehserie Lotterie in einer weiteren Hauptrolle zu sehen. An der Seite von Ben Murphy verkörperte er Eric Rush, einen Beamten der US-amerikanischen Steuerbehörde IRS – dem Internal Revenue Service. Jede etwa einstündige Folge behandelte drei bis vier Geschichten über Lotteriegewinner, mit einem Epilog, der jede Person ein Jahr nach Erhalt ihres Preises zeigt und wie der Gewinn deren Leben veränderte.
Colt trat zudem in den Filmadaptionen der Theaterstücke Das Messer, Blumen der Nacht und Die Unschuld der Molly auf. 1988 spielte Colt Jack Wheeler, den Vorsitzenden des Vietnam Veterans Memorial Fund, im Fernsehfilm To Heal a Nation an der Seite von Eric Roberts und Glynnis O’Connor: der Film basiert auf der Errichtung des Vietnam Veterans Memorial in Washington, D.C.
Seine letzten Rollen im Fernsehen hatte er 1991 in einer Folge von Mord ist ihr Hobby an der Seite von Angela Lansbury und 1995 in einer Folge von Walker, Texas Ranger an der Seite von Chuck Norris.
Nach seinem Studium der Psychologie praktizierte er ab 1994 mit privater Praxis zunächst in Denver im US-Bundesstaat Colorado, wo er auch als Experte für psychologische Themen im Rundfunk und im Fernsehen als Dr. Marshall Colt auftrat. Darüber hinaus schrieb er regelmäßig für die Kolumne „Ethik“ des Denver Business Journal.
Nachdem er sich 1995 von der Arbeit vor der Kamera zurückgezogen hatte, zog er 1996 von Denver nach San Diego und gründete die Beratungsunternehmen „Corporate Psychological Management“ sowie „Advance Counseling“, die er später nach Orange County in Kalifornien verlegte; hier war er auch weiterhin mit einer Privatpraxis als Psychologe tätig.
Im deutschen Sprachraum wurde Colt unter anderem von Nicolas König, Norbert Langer, Ronald Nitschke, Boris Tessmann und Peter Wesp synchronisiert.

## Filmografie (Auswahl)

### Film
- 1977: Sharon: Portrait of a Mistress (Fernsehfilm)
- 1978: Teufelskreis Alpha (The Fury)
- 1978: Colorado C.I. (Fernsehfilm)
- 1979: Die Bullen von Dallas (North Dallas Forty)
- 1980: Deine Lippen, deine Augen (Those Lips, Those Eyes)
- 1985: Das Messer (Jagged Edge)
- 1986: Der Callgirl Club (Beverly Hills Madam)
- 1986: Maggie (Fernsehfilm)
- 1987: Mercy or Murder? (Fernsehfilm)
- 1987: Guilty of Innocence: The Lenell Geter Story (Fernsehfilm)
- 1987: Blumen der Nacht ( Flowers in the Attic)
- 1988: Die Unschuld der Molly (Illegally Yours)
- 1988: To Heal a Nation (Fernsehfilm)[8]
- 1988: Shades of Love: Tangerine Taxi (Fernsehfilm)
- 1990: Sinnliche Täuschung (Deceptions, Fernsehfilm)

### Fernsehen
- 1976: Die Straßen von San Francisco (The Streets of San Francisco)
- 1978: The Paper Chase
- 1979: Eine amerikanische Familie (Family)
- 1979: Barnaby Jones (2 Folgen)
- 1981–1982: McClain’s Law[7] (15 Folgen)
- 1983–1984: Lotterie[4] (17 Folgen)
- 1991: Mord ist ihr Hobby (Murder, She wrote)
- 1995: Walker, Texas Ranger (2 Folgen)